# Nguyễn Phúc Miên Hoang
Nguyễn Phúc Miên Hoang (chữ Hán: 阮福綿𡧽; 20 tháng 5 năm 1836 – 15 tháng 7 năm 1888), tước phong Kiến Phong Quận công (建豐郡公), là một hoàng tử con vua Minh Mạng nhà Nguyễn trong lịch sử Việt Nam.

## Tiểu sử
Hoàng tử Miên Hoang sinh ngày 6 tháng 4 (âm lịch) năm Bính Thân (1836), là con trai thứ 72 của vua Minh Mạng, mẹ là Thất giai Quý nhân Đỗ Thị Tâm. Ông là con út của bà Quý nhân. Miên Hoang tính tình cẩn trọng, biết chăm lo học hành.
Năm Minh Mạng thứ 21 (1840), vua cho đúc các con thú bằng vàng để ban thưởng cho các hoàng thân anh em, các hoàng tử công và hoàng tử chưa được phong tước. Hoàng tử Miên Hoang được ban cho một con thỏ bằng vàng nặng 4 lạng 3 đồng cân.
Năm Tự Đức thứ 5 (1852), ông được phong làm Kiến Phong Quận công (建豐郡公).
Năm Đồng Khánh thứ 3, Mậu Tí (1888), ngày 7 tháng 6 (âm lịch), quận công Miên Hoang mất, thọ 53 tuổi, thụy là Cung Lượng (恭亮). Mộ của ông được táng tại Trầm Bái (Hương Thủy, Thừa Thiên - Huế), phủ thờ dựng tại Xuân An (Hương Trà, Thừa Thiên - Huế).
Quận công Miên Hoang có 12 con trai và 9 con gái. Ông được ban cho bộ chữ Bạch (白) để đặt tên cho các con cháu trong phòng. Con trai thứ tư của ông là công tử Hồng Tước, con của vợ thứ, được tập phong làm Kỳ ngoại hầu (畿外侯). Con trai thứ năm của ông là công tử Hồng Ngai, con của vợ thứ, được lấy làm người thừa tự cho Bảo An Quận công Miên Khách, anh ruột cùng mẹ với Miên Hoang.